# Necroticism: Descanting the Insalubrious
Necroticism: Descanting the Insalubrious är ett album av det brittiska metalbandet Carcass, som släpptes 1991. Låttexterna bygger bland annat på medicinsk litteratur.

## Låtlista
1. "Inpropagation" - 6:19
2. "Corporal Jigsore Quandary" - 5:27
3. "Symposium of Sickness" - 6:39
4. "Pedigree Butchery" - 5:50
5. "Incarnated Solvent Abuse" - 4:32
6. "Carneous Cacoffiny" - 6:31
7. "Lavaging Expectorate of Lysergide Composition" - 4:04
8. "Forensic Clinicism/The Sanguine Article" - 7:09
9. "Tools of the Trade" - 3:03
10. "Pyosified" - 3:05
11. "Hepatic Tissue Fermentation II" - 6:30